# Кузнецов, Андрей Ирмович
Андрей Ирмович Кузнецов (до 1946 года — Абрам Ирмович Кузнецов; 10 октября 1918, Харьков — 11 сентября 1978, Москва) — русский советский писатель, драматург.

## Биография
Учился в еврейской начальной школе и украинской средней школе в Харькове, затем в ИФЛИ в одной группе с П. Коганом, М. Кульчицким, Б. Слуцким.
В 1946 году, демобилизовавшись, написал первую пьесу «Призвание», поставленную Центральным театром Советской армии.
С 1957 года жил в известном «писательском» доме у метро «Аэропорт», ЖСК «Московский Писатель» (2-я Аэропортовская улица, дом 7/15, позднее улица Черняховского, дом 4).
Скончался в Москве 11 сентября 1978 года.

## Произведения
Написал более 30 драм и комедий, как для взрослых, так и для детей:
- «Поднятые паруса»,
- «Тридцатилетние»,
- «Дача Дроздовых»,
- «Гельголанд зовёт»,
- «Долгий путь домой»,
- «Признание в любви»,
- «Московские каникулы» (спектакль поставлен в 1970 году в Центральном детском театре, постановка Л. Машлятина, художник К. Андреев, композитор М. Осокин, в ролях Д. Осмоловская (Катя), А. Хотченков (Шорохов), и др.)
- «Разбитое окно»,
- «Попытка не пытка»,
- «Великий конспиратор»,
- «Друзья остаются друзьями»,
- «Слепое счастье»,
- «Женатый жених» и другие.

Многие из его пьес широко шли по стране, ставились в Москве (в ЦТСА, театре Сатиры, Центральном Детском Театре) и за рубежом, легли в основу телеспектаклей, были изданы отдельными изданиями и в авторских сборниках.

## Личная жизнь
- Жена — Любовь Иосифовна Кузнецова (12 ноября 1922 — 14 ноября 2017), (дочь Иосифа Вениаминовича Ребельского) — журналист, литсотрудник «Военного обучения» (1944—1945), затем «Пионерской правды» (1945—1950), из которой была уволена, как дочь врага народа. В 1950-80-е опубликовала семь книг и множество очерков на научно-популярные темы; в 2001—2005 — автор ряда историко-биографических очерков, напечатанных журналом «Вестник»[2][3]
- Сын — Сергей (р. 1952), биолог, драматург.
- Внуки — Андрей (р. 1998), Джереми (р. 2003) и Михаил (р. 2008) живут в США.